# Vickers R.E.P. Type Monoplane

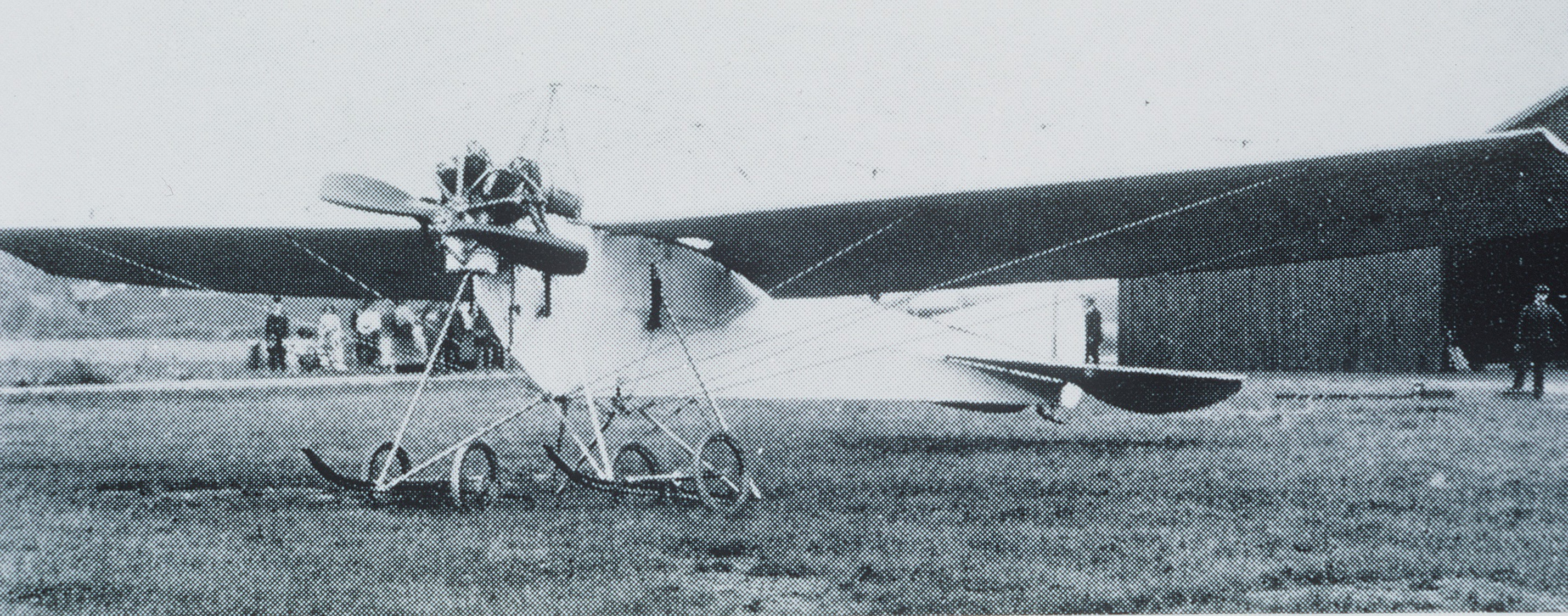
Vickers R.E.P. Type Monoplane.

Le Vickers R.E.P. Type Monoplane est une série d'avions monoplan monomoteur construit par Vickers avant le déclenchement de la Première Guerre mondiale. Les avions sont élaborés à partir d'une conception du Français Robert Esnault-Pelterie (R. E. P.) pour laquelle Vickers achète une licence.
Huit exemplaires sont construits à Erith près de Londres. Le plus notable, le no 2, est utilisé dans l'expédition antarctique australasienne (1911-1914) de Douglas Mawson comme « traîneau à traction aérienne ».